# Parafia Chrystusa Króla w Smolnie Wielkim
Parafia Chrystusa Króla w Smolnie Wielkim – parafia rzymskokatolicka z siedzibą w Smolnie Wielkim, terytorialnie i administracyjnie należąca do diecezji zielonogórsko-gorzowskiej, do dekanatu Sulechów, erygowana 11 października 1957. W parafii posługują księża diecezjalni. 